# Petite rivière William
Pour les articles homonymes, voir William.
La Petite rivière William est un affluent de la Grande rivière Noire Est, traversant les municipalités de Sainte-Lucie-de-Beauregard et Saint-Adalbert, dans L'Islet (municipalité régionale de comté), dans la région administrative de Chaudière-Appalaches, au Sud du Québec, au Canada.
Le cours de la "Petite rivière William" coule plus ou moins en parallèle à la Grande rivière Noire (fleuve Saint-Jean), à la rivière William et à la frontière canado-américaine. Le sous-bassin versant de la « Petite rivière William » est accessible surtout par les routes du 4e rang et de 6e rang.

## Hydrographie
La « Petite rivière William » prend sa source d’une zone de marais située dans une petite vallée à la limite de Sainte-Lucie-de-Beauregard et de Saint-Adalbert, dans les Monts Notre-Dame. Cette source est située à :
- 6,6 km au Sud-Ouest de la confluence de "Petite rivière William" ;
- 5,0 km au Nord-Ouest du centre du village de Sainte-Lucie-de-Beauregard ;
- 6,1 km au Nord-Est du sommet du « Mont Sugar Loaf » dont sommet atteint 640 m ;
- 8,3 km au Nord-Ouest de la frontière canado-américaine.

À partir de sa source, la "Petite rivière William" coule sur 7,4 km au Québec, selon les segments suivants :
- 0,4 km vers le Nord-Est dans Sainte-Lucie-de-Beauregard, jusqu'à la limite de Saint-Adalbert ;
- 3,3 km vers le Nord en traversant une zone de marais, jusqu’à la route du 4e rang ;
- 0,7 km vers le Nord, jusqu'au ruisseau Caché (venant du Sud-Ouest) ;
- 3,4 km vers le Nord-Est, jusqu'à la confluence de la rivière[2].

La "petite rivière William" se déverse sur la rive Nord de la Grande rivière Noire Est dans le canton de Leverrier de Saint-Adalbert. Cette confluence est située à :
- 1,6 km au Nord du centre du village de Sainte-Lucie-de-Beauregard ;
- 8,1 km à l'Ouest du centre du village de Saint-Adalbert ;
- 10,1 km au Nord-Ouest de la frontière canado-américaine (Québec-Maine).

À partir de la confluence de la "petite rivière William", la Grande rivière Noire Est s’écoule vers le Nord-Est jusqu’à la Grande rivière Noire (fleuve Saint-Jean). Cette dernière coule à son tour vers le Nord-Est, vers le Sud-Est puis vers l’Est jusqu’à la rive Ouest du fleuve Saint-Jean. Ce dernier coule vers l'Est et le Nord-Est en traversant le Maine, puis vers l'Est et le Sud-Est en traversant le Nouveau-Brunswick. Finalement le courant se déverse sur la rive Nord de la Baie de Fundy laquelle s’ouvre vers le Sud-Ouest sur l’Océan Atlantique.

## Toponymie
Le toponyme "petite rivière William" a été officialisé le 5 décembre 1968 à la Commission de toponymie du Québec.